# Monções (livro)
Monções é um livro de Sérgio Buarque de Holanda, publicado em 1945.
Coletânea de textos sobre as expedições bandeirantes feitas pelos rios do Sudeste e do Centro-Oeste do Brasil, nos séculos XVIII e XIX. Esses rios tinham a vantagem de desaguar no interior do país, como o Rio da Prata e o Rio Paraguai, permitindo a navegação seguindo seu curso. Essas expedições tinham o objetivo de encontrar metais preciosos e outras riquezas. Como consequência das Monções, Reduções e Bandeiras, dá-se a grande dimensão territorial brasileira.
Vide abaixo fotos da primeira edição do livro: